# Souligné-Flacé

Souligné-Flacé este o comună în departamentul Sarthe, Franța. În 2009 avea o populație de 724 de locuitori.